# 岐阜保健短期大学調理専門学校
岐阜保健短期大学調理専門学校（ぎふほけんたんきだいがくちょうりせんもんがっこう）は、岐阜県岐阜市東鶉2-69にあった私立の専修学校。学校法人豊田学園が運営していた。
2007年（平成19年）、豊田学園医療福祉専門学校看護学科が岐阜保健短期大学に改組された際、岐阜保健短期大学調理専門学校に改称された。
2008年（平成20年）を以って閉校となった。

## 学科
- 調理師学科（1年課程　定員50名）
- 調理師学科（1.5年課程　夜間　定員40名）

## 沿革
- 1978年（昭和53年）：中央調理師学校として開設。
- 1979年（昭和54年）3月22日：設置認可を受ける。
- 1996年（平成8年）：「豊田学園調理専門学校」に改称
- 2007年（平成19年）：岐阜保健短期大学調理専門学校に改称
- 2008年（平成20年）：閉校

## 交通機関
岐阜バス「岐阜保健短大」バス停下車、徒歩約3分。

## その他
- 学校法人豊田学園は、その他に岐阜保健大学、岐阜保健大学短期大学部、岐阜保健大学医療専門学校（旧豊田学園医療福祉専門学校）を運営している。